# МКС-33
МКС-33 — тридцать третий долговременный экипаж Международной космической станции. Его работа началась с момента отстыковки «Союз ТМА-04М» от станции 16 сентября 2012 года в 23:09 UTC. В состав экспедиции первоначально вошли три члена экипажа космического корабля «Союз ТМА-05М», ранее работавшие в составе экспедиции МКС-32. 25 октября 2012 года в 12:29 UTC экспедиция пополнилась тремя членами экипажа космического корабля «Союз ТМА-06М». Окончание работы экспедиции произошло 18 ноября 2012 года в 22:26 UTC после отстыковки корабля Союз ТМА-05М.
Юрий Маленченко первый российский космонавт, совершивший 4 полета к МКС (один по сборке станции и три основные экспедиции (МКС-7, МКС-16, МКС-32/33), до него только американский астронавт   Фредерик Стеркоу совершил 4 полета к МКС.

## Экипаж
На момент начала экспедиции на станции находилось три человека, 25 октября на «Союзе ТМА-06М» прибыли оставшиеся трое членов экипажа.
| Должность     | 16 сентября — 25 октября 2012 | 25 октября — 18 ноября 2012 | № полёта | Корабль доставки |
| ------------- | ----------------------------- | --------------------------- | -------- | ---------------- |
| Командир      | Сунита Уильямс, НАСА          | Сунита Уильямс, НАСА        | 2        | Союз ТМА-05М     |
| Бортинженер 1 | Юрий Маленченко, РКА          | Юрий Маленченко, РКА        | 5        | Союз ТМА-05М     |
| Бортинженер 2 | Акихико Хосидэ, JAXA          | Акихико Хосидэ, JAXA        | 2        | Союз ТМА-05М     |
| Бортинженер 3 |                               | Форд, Кевин Энтони, НАСА    | 2        | Союз ТМА-06М     |
| Бортинженер 4 |                               | Олег Новицкий, РКА          | 1        | Союз ТМА-06М     |
| Бортинженер 5 |                               | Евгений Тарелкин, РКА       | 1        | Союз ТМА-06М     |

## Выход в открытый космос

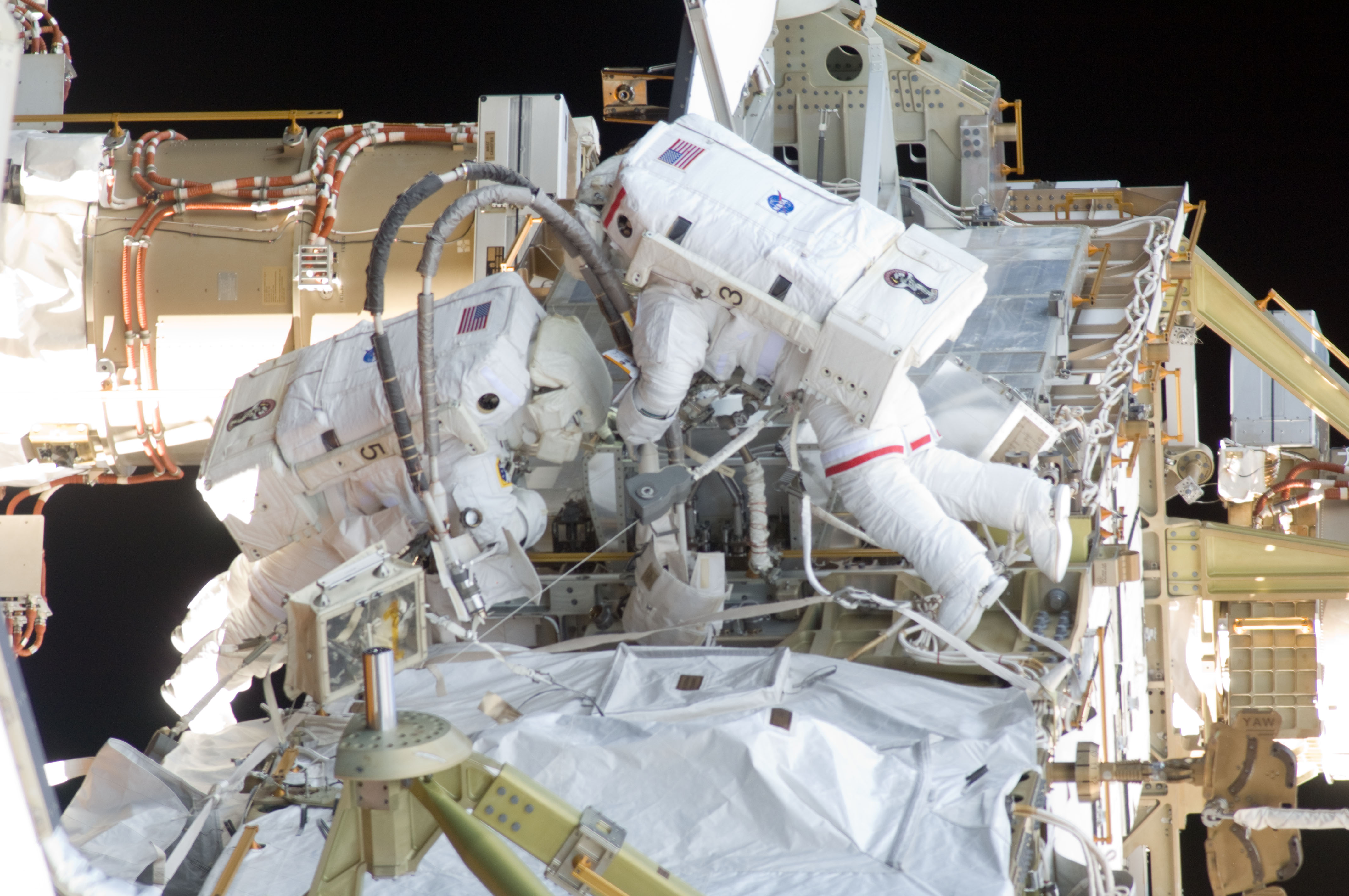
Сунита Уильямс и Акихико Хосидэ работают в открытом космосе

Для решения проблемы в энергосистеме МКС, возникшей из-за утечки охладителя — аммиака — из системы охлаждения электрораспределительных устройств астронавты  Сунита Уильямс и  Акихико Хосидэ совершили выход в открытый космос 1 ноября 2012 года из модуля «Квест» продолжительностью 6 часов 38 минут. Японско-американский космический дуэт переключил систему циркуляции аммиака на запасной радиатор, исходя из предположения, что основной радиатор, вероятно был повреждён космическим мусором.

## Принятые грузовые корабли
1. SpaceX CRS-1, запуск 8 октября 2012 года, стыковка 10 октября 2012 года. Первый регулярный полёт грузового корабля серии Dragon к МКС.
2. «Прогресс М-17М», запуск и стыковка 31 октября 2012 года.